# Ciboria viridifusca

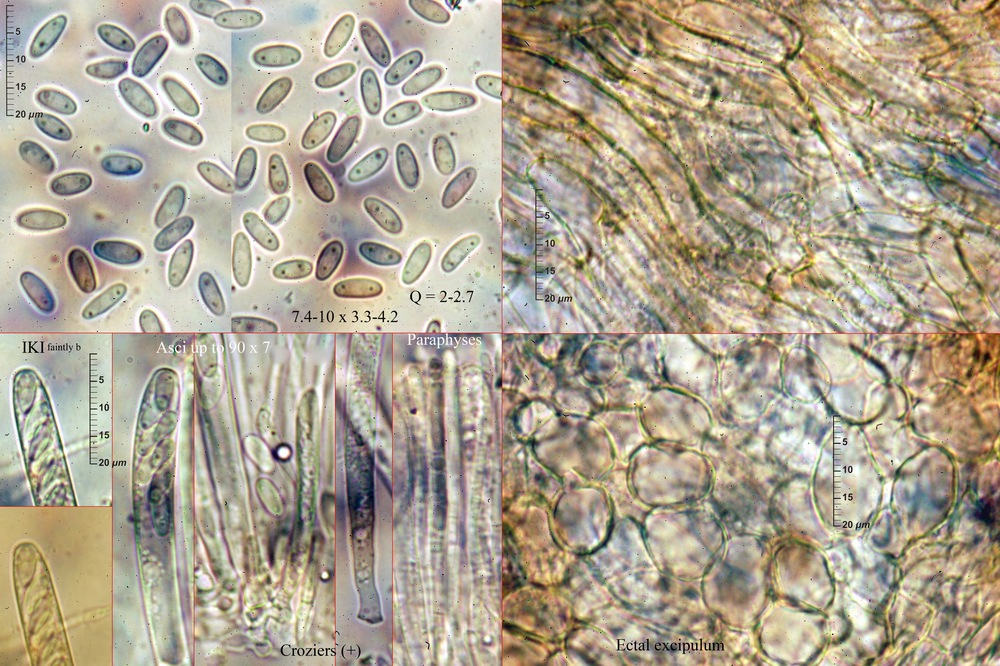

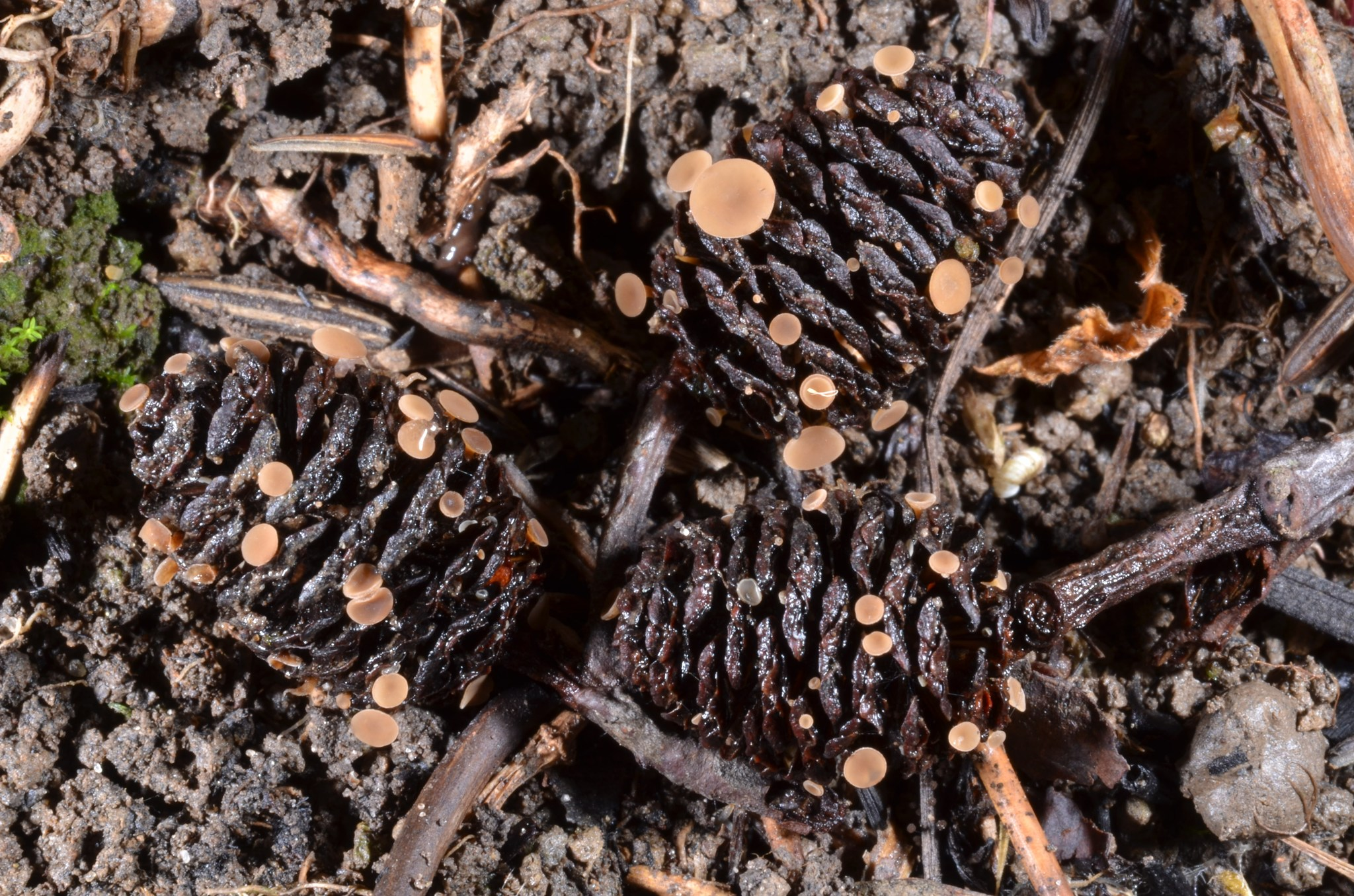

Ciboria viridifusca (Fuckel) Höhn. – gatunek grzybów z rodziny twardnicowatych (Sclerotiniaceae).

## Systematyka
Pozycja w klasyfikacji według Index Fungorum: Ciboria, Sclerotiniaceae, Helotiales, Leotiomycetidae, Leotiomycetes, Pezizomycotina, Ascomycota, Fungi.
Po raz pierwszy opisał go w 1870 r. Leopold Fuckel nadając mu nazwę Peziza viridifusca. Obecną, uznaną przez Index Fungorum nazwę, nadał mu Franz Xaver Rudolf von Höhnel w 1926 r.
Synonimy:
- Chlorosplenium amenticola P. Karst. 1887
- Ciboria amenticola (P. Karst.) Boud. 1907
- Hymenoscyphus viridifuscus (Fuckel) Kuntze 1898
- Ombrophila viridifusca (Fuckel) Rehm, Rabenh. Krypt.-Fl. 1896
- Peziza viridifusca Fuckel 1870
- Phialea viridifusca (Fuckel) Sacc. 1889[2].

## Morfologia
Owocnik
Typu apotecjum o średnicy 1–4 mm. Wyglądem przypomina puchar, składa się bowiem z miseczki osadzonej na dość długim trzonie. Miseczka początkowo kielichowata, potem lekko wypukła, a po osiągnięciu dojrzałości czasami pękająca na brzegach. Wewnętrzna, hymenialna powierzchnia jest gładka i ma różne odcienie czerwonawo-brązowe. Sterylna powierzchnia zewnętrzna jest zwykle nieco bledsza i plamista, przynajmniej w młodości. Trzon górą ciemnobrązowy, zwykle o długości od 2 do 3 cm, zwęża się i ciemnieje ku podstawie, stając się prawie czarny. W górnej, około 1/3 jego wysokości pożłobiony jest grubymi żebrami.
Cechy mikroskopowe
Worki 8-zarodnikowe, o wymiarach 4,5 × 65 µm, Parafizy wąskie, nitkowate lub lekko maczugowate, wyrastające poza worki. Zarodniki elipsoidalne, gładkie, 6–10 × 2,5–4 µm, szkliste, w stanie dojrzałym z dwoma ciemnymi gutulami.
Gatunki podobne
Jest wiele podobnych morfologicznie gatunków Ciboria (kubianka). Rozróżnia się je na podstawie cech mikroskopowych i siedliska. Na gnijących kotkach olchy i topoli występuje np. kubianka wierzbowa (Ciboria caucus). Ma większe owocniki.

## Występowanie
Znane jest występowania Ciboria viridifusca głównie w Europie. Poza nią podano jego stanowiska tylko w Japonii i na Alasce. W Polsce M.A. Chmiel w 2006 r. przytoczyła 5 stanowisk
Grzyb saprotroficzny rozwijający się na owocostanach olszy (Alnus).